# Magis (katolicki ruch młodzieżowy)
Magis – katolicki ruch młodzieżowy powstały na początku XXI wieku w środowisku duszpasterstw młodzieżowych Towarzystwa Jezusowego w Polsce. Obejmuje swym działaniem młodzież od drugiej klasy gimnazjum po maturę. Nazwą nawiązuje do pojęcia magis – jednego z podstawowych w duchowości ignacjańskiej. Ruch "Magis" korzysta z doświadczeń harcerstwa i ruchu Światło-Życie, w centrum jednak proponowanej przez niego duchowości i formacji znajduje się pedagogika ignacjańska.

## Historia ruchu
Pierwsze ognisko ruchu powstało w Kłodzku za sprawą o. Macieja Szczęsnego SI, który pracę z młodzieżą podjął po studiach z teologii pastoralnej na Uniwersytecie Salezjańskim w Rzymie (kierunek "animacja grup"). On też przy wsparciu o. Jacka Bolewskiego SI napisał trzyletni program dla małych grup. W Kłodzku też za sprawą Moniki Fitas i Natalii Leszko powstał pierwszy projekt słoneczka MAGIS-owego. Zaś cieniowanie od żółtego do czerwonego dodał Paweł Długosz.
Zawołanie "Lubię nas" po raz pierwszy wypowiedziała Edyta Michalska z kłodzkiej wspólnoty.
Drugie środowisko, które przyczyniło się do powstania ruchu, powstało w Krakowie, gdzie o. Andrzej Migacz SI już od pewnego czasu wdrażał metodę wprowadzania ludzi młodych w modlitwę ignacjańską na kilkudniowych "warsztatach" (tzw. "Szkoła Kontaktu z Bogiem"). W środowisku krakowskim powstała nazwa ruchu.
Trzeci nurt współtworzący ruch skupił się w jezuickiej parafii we Wrocławiu wokół o. Stanisława Tabisia SI. On też wspólnie z o. Krzysztofem Bielem SI napisał na kolejne lata formacji, program 10-dniowych rekolekcji wakacyjnych.
Obecnie ruch wytworzył już podstawy własnej pedagogiki, wskazując kierunki kształcenia oparte na duchowości ignacjańskiej skierowanej do młodych ludzi. Ośrodki ruchu działają w Bytomiu, Czechowicach-Dziedzicach, Gdyni, Gdańsku, Gliwicach, Kłodzku, Krakowie, Nowym Sączu, Opolu, Piotrkowie Trybunalskim, Starej Wsi, Warszawie i Wrocławiu.

## Charakterystyka ruchu
Ruch w pewnym stopniu nawiązuje do dawniejszych jezuickich form wychowania, łącznie z Ratio Studiorum, dawną podstawą szkolnictwa jezuickiego na całym świecie. Wpisuje się też w obecny w XX w. w wielu krajach nurt recepcji duchowości jezuickiej maioritas, do którego należą np. włoskie ruchy jezuickich zaangażowań wakacyjnych obozów formacyjnych dla młodzieży, ruchu wsparcia misji w III świecie, czy też ruch na rzecz doskonalenia życia społecznego w miłości – tzw. "Ruch na rzecz Lepszego Świata" (Movimento per il mondo migliore). Wszystkie te organizacje, mimo że nie zawsze bezpośrednio ze sobą powiązane, starają się nawiązywać do jezuickiego imperatywu magis.
Do ruchu mogą przystąpić tylko osoby, które ukończyły pierwszą klasę gimnazjum i nie ukończyły jeszcze klasy maturalnej. Całość formacji Magis obejmuje 4 lata i skupia się wokół "czterech wymiarów bycia szczęśliwym": modlitwa, wspólnota, ewangelizacja i służba. Uczestnicy spotykają się raz w tygodniu w małych grupach (do 12 osób) skupionych wokół parafii i raz w dużej grupie, podczas cotygodniowej wspólnotowej Mszy Świętej (choć istnieją ośrodki, w których wspólnota po prostu uczestniczy w planowych Mszach Świętych w danym dniu tygodnia). W niektórych ogniskach wspólnoty organizowane są także cotygodniowe konferencyjno-modlitewne spotkania ogólne.

## Moderatorzy generalni
- o. Waldemar Los (2007-2011)
- o. Damian Mazurkiewicz (2011-2012)
- o. Grzegorz Kramer (2012–2016)
- o. Łukasz Dębiński (od 2016)
- o. Paweł Witon (2020-2021)
- o. Witold Trawka